# Dante y Virgilio en el infierno (Bouguereau)
Dante y Virgilio en el infierno (también solo Dante y Virgilio) es un cuadro del pintor William-Adolphe Bouguereau, pintado en 1850, que se encuentra en el Museo de Orsay de París, Francia.
El pintor usa un episodio de la Divina comedia, de Dante, que describe la entrada de Virgilio y el propio poeta en el octavo círculo del infierno, donde se encuentran los falsificadores. Allí se les ve observando dos almas condenadas: el hereje alquimista Capocchio mientras es mordido en el cuello por Gianni Schicchi, personaje real que vivió en el siglo XIII en Florencia, famoso por su capacidad de suplantación de personas, y enviado por ello al infierno.

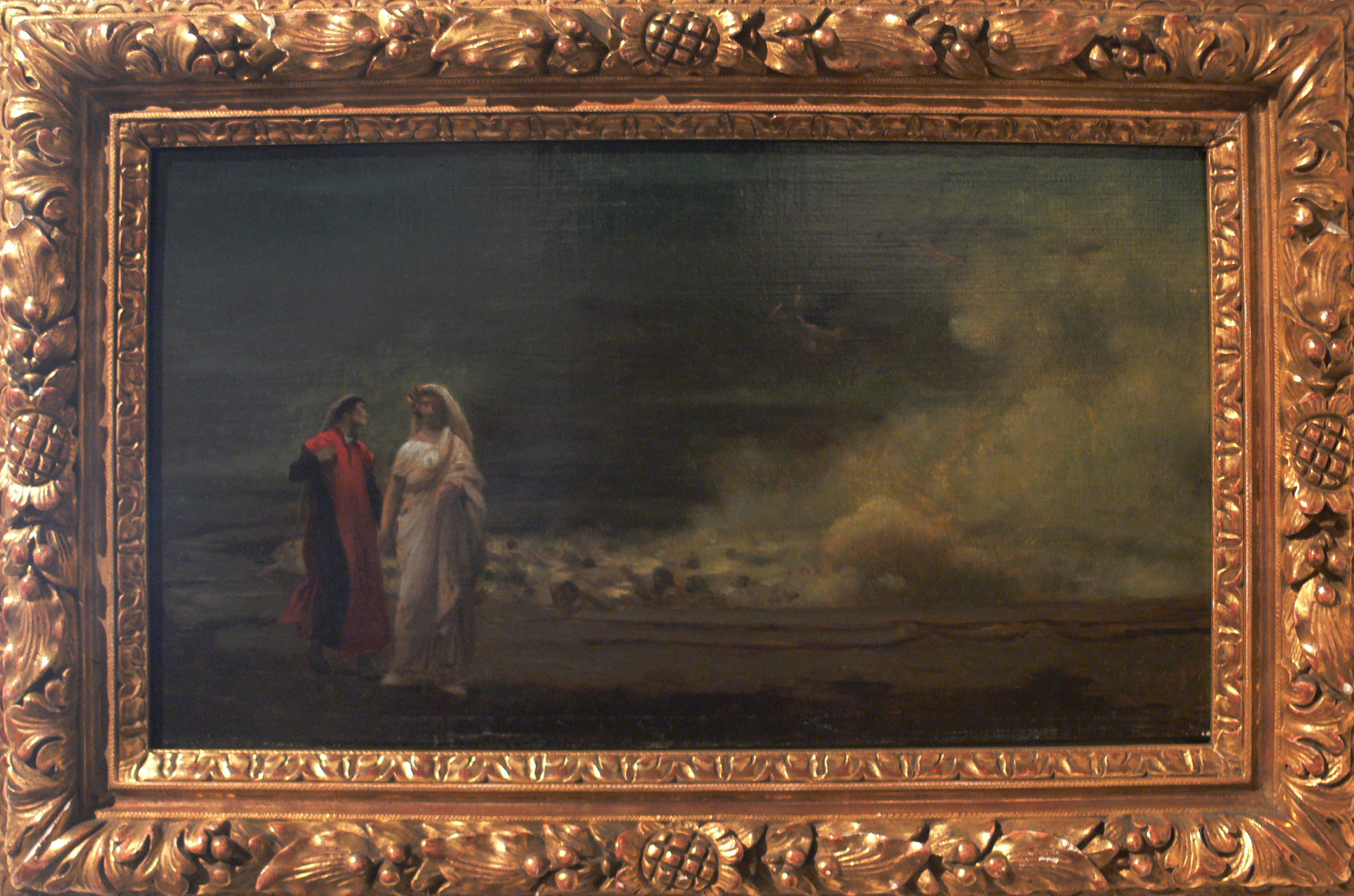
Dante y Virgilio en el infierno, de Jean-Léon Gérôme.

Bouguereau tomó la Divina Comedia como fuente de inspiración de otra de sus obras, Alma conducida al Paraíso por los ángeles.
Jean-Léon Gérôme tiene una obra homónima.